# Louis Leon Thurstone
Louis Leon Thurstone (Chicago, 1887. május 29. – Chapell Hill, Észak-Karolina, 1955. szeptember 29.) amerikai pszichológus, mérnök.

## Munkássága
Az intelligenciakutatás egyik kidolgozója volt. Thurstone kisebb jelentőséget tulajdonított a Spearman-féle általános intelligenciának, mert szerinte a faktoranalízis segítségével az intelligencia elsődleges képességekre bontható. Sok tesztelés, faktoranalízis, skálatisztítás és újratesztelés után Thurstone végül hét faktort azonosított és ebből állította össze a Mentális képességek tesztjét (Test of Primary Mental Abilities).
A 7 primerfaktor:
(multiplex faktorelmélet)
1. nyelvértés (beszéd),
2. folyamatos beszéd,
3. számításban való jártasság,
4. térbeli tájékozódás,
5. a felfogás sebessége,
6. rövid távú memória és
7. következtető gondolkodás

Noha a teszt módosított változatát a mai napig széles körben használják, előjelző ereje nem nagyobb, mint az általános intelligenciateszteké, pl. a Wechsler-skáláké.
Thurstone-skála: a beállítottság mérésére szolgáló skála, amely összeghasonlítás módszere alapján készül.